# Friedrich Beutter
Friedrich Beutter (* 3. Juli 1925 in Hechingen; † 21. August 2010) war ein römisch-katholischer Priester und Theologe.

## Leben
Von 1946 bis 1949 studierte er Volkswirtschaft an den Universitäten Tübingen und Freiburg im Breisgau und promovierte 1953 zum Dr. rer. pol. Von 1950 bis 1954 studierte er katholische Theologie in Freiburg im Breisgau und Tübingen. 1954 erfolgte die Priesterweihe in Freiburg im Breisgau. Von 1954 bis 1958 war er Sekretär des Erzbischofs von Freiburg, Eugen Seiterich. Von 1960 bis 1969 war er wissenschaftlicher Assistent am Moraltheologischen Seminar der Albert-Ludwigs-Universität Freiburg. 1963 promovierte er dort in Theologie. 1969 habilitierte er sich an dieser Universität und erhielt die venia legendi in Moraltheologie und Christlicher Gesellschaftslehre. Von 1969 bis 1990 lehrte er als ordentlicher Professor für Moraltheologie an der Theologischen Fakultät der Universität Luzern.

## Schriften (Auswahl)
- Beiträge zu einer Sprachsoziologie. Tübingen 1953, OCLC 73926533 (zugleich Dissertation, Tübingen 1953).
- Zur sittlichen Beurteilung von Inflationen. Grundsätze und Mass-Stäbe (= Freiburger theologische Studien. Heft 83). Herder, Freiburg im Breisgau/Basel/Wien 1965, OCLC 73926533 (zugleich Dissertation, Freiburg im Breisgau 1963).
- Die Eigentumsbegründung in der Moraltheologie des 19. Jahrhunderts (1850–1900) (= Abhandlungen zur Sozialethik. Band 3). Schöningh, München/Paderborn/Wien 1971, OCLC 644519592 (zugleich Habilitationsschrift, Freiburg im Breisgau 1969).
- Leben als Christ. Fragen und Antworten von Friedrich Beutter. Kanisius Verlag, Freiburg im Üechtland 1973, ISBN 3-85764-009-X.
- Biblische Ethik. Fragen und Antworten (= Fragen und Antworten. Band 9).  Kanisius Verlag, Freiburg im Üechtland 1974, ISBN 3857640219.
- als Herausgeber mit Wilhelm F. Kasch und Karl Klasen: Geld und Glaube: Tagung am 5. und 6. Oktober 1978 in Bayreuth (= Bayreuther Kolloquium zu Problemen Religiöser Sozialisation. Band 2). Schöningh, Paderborn 1979, ISBN 3-506-70572-5.
- mit Antonin Wagner: Finanzplatz Schweiz – Dritte Welt (= Gerechtigkeit und Frieden. Band 2). Kanisiuswerk, Konstanz 1983, ISBN 3-85740-115-X.
- mit Christoph Winzeler: Das Bankkundengeheimnis. Glaube und Wirtschaft, Interkonfessionelle Informationsstelle, Bern 2001, OCLC 76276471.